# Tetrapterys ambigua
Tetrapterys ambigua är en tvåhjärtbladig växtart som först beskrevs av Adrien Henri Laurent de Jussieu, och fick sitt nu gällande namn av Franz Josef Niedenzu. Tetrapterys ambigua ingår i släktet Tetrapterys och familjen Malpighiaceae. Inga underarter finns listade i Catalogue of Life.